# Прохоров, Александр Анатольевич
Александр Анатольевич Прохоров (10 апреля 1941, СССР — 2001, Россия) — вратарь. Мастер спорта СССР по хоккею с шайбой (1963). В чемпионатах СССР провёл около 100 матчей.

## Клубная карьера
- 1958—1959 гг. в «Динамо» (Москва)
- 1959—1960 гг. в СКИФ (Москва)
- 1960—1961 гг. в ЦСКА (Москва)
- 1962—1968 гг. в «Спартаке» (Москва)
- 1968—1969 гг. в «Крыльях Советов» (Москва)

## Достижения
- Чемпион СССР 1967 г.
- Второй призёр чемпионата СССР 1965, 1966, 1968 гг.
- Третий призёр чемпионата СССР 1963, 1964 гг.
- Победитель хоккейного турнира I зимней Спартакиады народов СССР 1962.